# Mithridates II. (Kios)
Mithridates von Kios (altgriechisch Μιθριδάτης Mithridátēs; * um 386 v. Chr.; † 302 v. Chr., ermordet) regierte von 337 v. Chr. bis zu seinem Tod über Mariandynien und Mysien.

## Aktueller Forschungsstand
Mithridates II. erbte die Herrschaft über Mariandynien und Mysien von seinem Vater. Er überlebte die makedonische Eroberung Kleinasiens und hat sich wahrscheinlich bereits früh den neuen Herrschern Kleinasiens unterworfen. In den darauf folgenden Diadochenkriegen wusste er sich lange zu behaupten. Es wird vermutet, dass er Antigonos Monophthalmos in den Nachwehen der Schlacht bei Issos unterstützt hat, bei denen auch Truppen aus Paphlagonien und Kappadokien beteiligt waren. Danach folgten die Auseinandersetzungen mit Kalas, dem Satrapen von Kleinphrygien, auf dessen Seite er gegen die Paphlagonier kämpfte. Er dürfte Flüchtlingen aus Herakleia Pontike Asyl gewährt haben, was ihn vorteilhaft bei Alexander dem Großen und Perdikkas aussehen ließ. Als er in Verdacht geriet, auf die Seite von Kassander zu wechseln, wurde er im Auftrag von Antigonos Monophthalmos 302 v. Chr. in der Nähe von Kios ermordet.
Plutarch überliefert die Anekdote, dass Antigonos einen Traum gehabt hätte, in dem er auf dem Feld Gold ernten wollte. Er sei aber von Mithridates bestohlen worden. Er erzählte seinen Traum dem Sohn Demetrios I. Poliorketes und verriet ihm seine Absicht, Mithridates loszuwerden. Dabei verpflichtete er ihn zu Stillschweigen. Mit einer List gelang es Demetrios seinen Jugendfreund, den Sohn von Mithridates II. und späteren ersten König von Pontos, rechtzeitig zu warnen und zur Flucht zu verhelfen. Die Geschichte wird von Plutarch an verschiedenen Stellen ausgeschmückt und auch von Appian in seiner Überlieferung der Mithridatischen Kriege erwähnt. Der Traum wird heute als postume Verklärung der Mithridaten eingestuft, um die die damaligen Leser auf die kommenden Mithridatischen Kriege einzustimmen.

## Früherer Forschungsstand

### Herkunft
Gemäß der Überlieferung Diodors folgte Mithridates im Jahr 337/336 v. Chr. dem Ariobarzanes als Dynast von Kios nach. Dabei vermied der Autor allerdings die explizite Angabe eines Vaternamens (Patronym), beziehungsweise eine genauere Angabe zum verwandtschaftlichen Verhältnis der beiden Personen zueinander, was ihre genealogische Einordnung problematisch gestaltet.
Lukian zufolge soll Mithridates bei seinem Tod im Jahr 302 v. Chr. bereits 84 Jahre alt gewesen sein, wodurch sein Geburtsjahr auf das Jahr 386 v. Chr. datiert werden kann. Aus dieser Generation ist nur eine weitere Person gleichen Namens überliefert, welche ein Sohn des Satrapen von Phrygien, Ariobarzanes, war. Dieser Mithridates bekannte während des Aufstandes seines Vaters (Satrapenaufstand) seine Treue zu Großkönig Artaxerxes II. Mnemon und stellte sich damit gegen den Vater. Im Jahr 362 v. Chr. verriet er den Vater an den Großkönig, worauf er gekreuzigt wurde. Noch im selben Jahr war jener Mithridates für den Mord an Datames, einen anderen mächtigen Rebellen, verantwortlich.
Gesetzt den Fall, dass der Dynast Mithridates von Kios mit dem königstreuen Namensvetter aus dem Jahr 362 v. Chr. identisch war, so kann sein 337 v. Chr. gestorbener Vorgänger Ariobarzanes nicht sein Vater gewesen sein. Dessen Regierungszeit soll nach Diodor allerdings 26 Jahre betragen haben, ihr Beginn lag also um das Jahr 362 v. Chr., jenem Jahr, in dem der Satrap Ariobarzanes gekreuzigt wurde. Es ist daher möglich, dass die Dynasten Ariobarzanes und Mithridates Brüder waren, die nach dem Ende ihres Vaters am Kreuz vom persischen Großkönig die Herrschaft über Kios als Lohn ihrer königstreuen Haltung erhalten haben könnten. Das der Satrap Ariobarzanes zwei Söhne hatte, welche das attische Bürgerrecht verliehen bekamen, ist durch Demosthenes überliefert.
Möglicher Stammbaum der Dynastie von Kios:
|                                                         |                                                  |                                                  |                                                  |                                                  |                                                  | Ariobarzanes Satrap von Phrygien († 362 v. Chr.) |  |  |  |  |  |                                             |                                             |                                             |                                             |                                             |                                             |  |  |  |  |  |  |  |  |  |  |  |  |
|                                                         |                                                  |                                                  |                                                  |                                                  |                                                  |                                                  |  |  |  |  |  |                                             |                                             |                                             |                                             |                                             |                                             |  |  |  |  |  |  |  |  |  |  |  |  |
|                                                         |                                                  |                                                  |                                                  |                                                  |                                                  |                                                  |  |  |  |  |  |                                             |                                             |                                             |                                             |                                             |                                             |  |  |  |  |  |  |  |  |  |  |  |  |
|                                                         |                                                  |                                                  |                                                  |                                                  |                                                  |                                                  |  |  |  |  |  |                                             |                                             |                                             |                                             |                                             |                                             |  |  |  |  |  |  |  |  |  |  |  |  |
| Ariobarzanes Dynast von Kios († 337/336 v. Chr.)        | Ariobarzanes Dynast von Kios († 337/336 v. Chr.) | Ariobarzanes Dynast von Kios († 337/336 v. Chr.) | Ariobarzanes Dynast von Kios († 337/336 v. Chr.) | Ariobarzanes Dynast von Kios († 337/336 v. Chr.) | Ariobarzanes Dynast von Kios († 337/336 v. Chr.) |                                                  |  |  |  |  |  | Mithridates Dynast von Kios († 302 v. Chr.) | Mithridates Dynast von Kios († 302 v. Chr.) | Mithridates Dynast von Kios († 302 v. Chr.) | Mithridates Dynast von Kios († 302 v. Chr.) | Mithridates Dynast von Kios († 302 v. Chr.) | Mithridates Dynast von Kios († 302 v. Chr.) |  |  |  |  |  |  |  |  |  |  |  |  |
| Ariobarzanes Dynast von Kios († 337/336 v. Chr.)        | Ariobarzanes Dynast von Kios († 337/336 v. Chr.) | Ariobarzanes Dynast von Kios († 337/336 v. Chr.) | Ariobarzanes Dynast von Kios († 337/336 v. Chr.) | Ariobarzanes Dynast von Kios († 337/336 v. Chr.) | Ariobarzanes Dynast von Kios († 337/336 v. Chr.) |                                                  |  |  |  |  |  | Mithridates Dynast von Kios († 302 v. Chr.) | Mithridates Dynast von Kios († 302 v. Chr.) | Mithridates Dynast von Kios († 302 v. Chr.) | Mithridates Dynast von Kios († 302 v. Chr.) | Mithridates Dynast von Kios († 302 v. Chr.) | Mithridates Dynast von Kios († 302 v. Chr.) |  |  |  |  |  |  |  |  |  |  |  |  |
| Mithridates I. Ktistes König von Pontos († 266 v. Chr.) |                                                  |                                                  |                                                  |                                                  |                                                  |                                                  |  |  |  |  |  |                                             |                                             |                                             |                                             |                                             |                                             |  |  |  |  |  |  |  |  |  |  |  |  |

### Herrschaft
Über ihre Herrschaft in Kios ist allerdings nichts weiter bekannt. Zumindest Mithridates war ein Zeitgenosse des Asienfeldzuges Alexanders des Großen und dürfte in den Einflussbereich dessen Weltreiches geraten sein. Nach Plutarch und Aelian soll Alexander angeblich, über die Vermittlung seines nach Makedonien heimkehrenden Feldherren Krateros, dem attischen Politiker Phokion die Herrschaft über vier kleinasiatische Städte, darunter auch Kios, angeboten haben, doch Phokion habe dies abgewiesen und Alexander starb kurz darauf. Kleinasien war danach ein Schauplatz der Diadochenkriege, dabei floh im Jahr 318 v. Chr. der General Arrhidaios, der Satrap des hellespontischen Phrygien war, vor Antigonos Monophthalmos nach Kios, das einige Zeit belagert wurde. Vermutlich half Mithridates bei der Ausschaltung des Arrhidaios, denn er blieb auch nach 318 v. Chr. noch im Besitz seiner Stadt, nun aber unter der Herrschaft des Antigonos Monophthalmos, dessen Macht ganz Kleinasien mit einschloss. Mithridates Ktistes allerdings, wohl der Neffe von Mithridates, kämpfte 316 v. Chr. für den General Eumenes in der Schlacht von Gabiene gegen Antigonos. Eumenes fand nach der Schlacht sein Ende und Ktistes fiel vermutlich bei Antigonos in Geiselhaft.
Im Jahr 302/301 v. Chr., am Vorabend der Schlacht von Ipsos, fielen mehrere Statthalter des Antigonos Monophthalmos zu dessen Feinden ab, wie zum Beispiel Philetairos von Pergamon. Offensichtlich plante auch Mithridates auf die Seite des Herrschers von Makedonien, Kassander, überzugehen. Bevor er aber Gelegenheit dazu bekam, wurde er, laut Diodor, nach einer fünfunddreißigjährigen Regierungszeit von Antigonos in der Nähe von Kios hingerichtet. Wahrscheinlicher aber wurde die Exekution von Demetrios Poliorketes durchgeführt, der nämlich im besagten Zeitraum aus Griechenland kommend bei Ephesos angelandet war und am Hellespont sowie in der Propontis, also der Region um Kios, gegen Lysimachos kämpfte, bevor er in das zentrale Kleinasien zu seinem Vater weiter zog.
Mithridates Ktistes konnte allerdings dem Zugriff der Antigoniden entkommen und in das pontische Kappadokien fliehen, wo er das Königreich Pontos gründete.